# 楊統
楊 統（よう とう、生没年不詳）は、前仇池の第8代君主。父は楊俊。兄は楊世。

## 略歴
368年12月、東晋朝廷により、寧東将軍・武都郡太守に任じられた。
370年、兄の楊世が亡くなると、その子の楊纂が後を継いだが、楊統はこれを認めずに自立した。これ以降、前仇池は2つに分裂した。
371年3月、前秦の西県侯苻雅・楊安・王統・徐成・羽林左監朱肜・揚武将軍姚萇が歩騎併せて7万を率いて仇池を攻撃した。4月、西県侯苻雅が仇池まで侵攻すると、楊統は武都の衆ごと降伏した。
仇池が前秦の支配下となると、楊統は前秦の君主苻堅により平遠将軍・秦州刺史に任じられた。その後の生死は不明である。